# Tobe Steel
Tobe Steel is een Belgische journalist die voornamelijk over ondernemen schrijft. Als redacteur Energie en Klimaat werkt hij voor De Tijd. 

## Loopbaan
Na zijn studie Politieke Wetenschappen met afstudeerrichting Nationale Politiek in 2013 studeerde Steel aan diezelfde Universiteit Gent nog een jaar Algemene Economie.
In 2011 liep hij enkele maanden stage op de politieke redactie bij De Standaard waarna hij redacteur en eindredactie werd van Schamper, het studentenmagazine van UGent. Naast algemeen studentennieuws lag zijn focus op onderwijsbeleid en studentenhuisvesting.
Sinds 2014 werkt hij bij De Tijd. Eerst op de redacties Ondernemen en Politiek, vanaf 2019 als redacteur Energie en Klimaat.

## Erkenning
Voor Airbnb unlocked won hij in 2017 samen met Lars Bové en Stijn Debrouwere De Loep in de categorie Signalerend. De reeks over de doorbraak van Airbnb leverde hen ook de Belfius Persprijs op voor Financieel Economische verslaggeving.
Met Wim Van de Velden, Dieter Dujardin en David Adriaen volgde hij voor Reconstructie van een mislukte kernuitstap jarenlang het dossier rond de sluiting van Belgische kerncentrales. Het leverde hen de journalistiek-prijs De Loep op in de categorie Controlerende Onderzoeksjournalistiek. Een van de juryleden noemde het 'een zeer grondige, complexe tijdlijn van een politiek topdossier in Vlaanderen'.

## Prijzen
- 2017 De Loep
- 2017 Belfius persprijs
- 2023 De Loep